# Festival internazionale del cinema di Karlovy Vary
Il Festival internazionale del cinema di Karlovy Vary (località termale della Repubblica Ceca nota anche con il nome tedesco di Karlsbad o Carlsbad in inglese) è un festival cinematografico che si svolge ogni anno nel mese di luglio, a partire dal 1948.

## Storia
Fondato nel 1946, il Festival ha subito per molto tempo le limitazioni conseguenti alla rigida politica culturale del regime sovietico. Infatti, nel 1953 e nel 1955 non ebbe luogo; dal 1956 al 1994 si tenne solo ogni due anni, poiché si alternava con il Festival cinematografico internazionale di Mosca, creato nel 1959.
Dopo aver conosciuto, negli anni sessanta, un periodo di gloria, la sua fama internazionale subì un duro colpo con la repressione sovietica, nel 1968, della "Primavera di Praga". Nei due decenni successivi, poi, un programma composto quasi esclusivamente dalle opere dei cineasti ufficialmente approvati dal regime sovietico, aveva contribuito a diminuire l'attenzione nei suoi confronti.
Dopo un periodo di transizione seguito ai cambiamenti politici del 1989, l'organizzazione del Festival di Karlovy Vary è passata nelle mani di una fondazione indipendente, di cui erano membri Jirí Bartoška, attuale Presidente del Festival, ed Eva Zaoralová, che da allora ne è il Direttore Artistico.

## Premi
Durante il festival vengono assegnati i seguenti premi:
- Globo di Cristallo al miglior film (Křišťálový glóbus o Crystal Globe)
- Premio al miglior regista
- Premio alla miglior attrice
- Premio al miglior attore
- miglior documentario cortometraggio (<30 minuti)
- miglior documentario lungometraggio (>30 minuti)
- premio speciale della giuria